# Peter Conrad Nagel

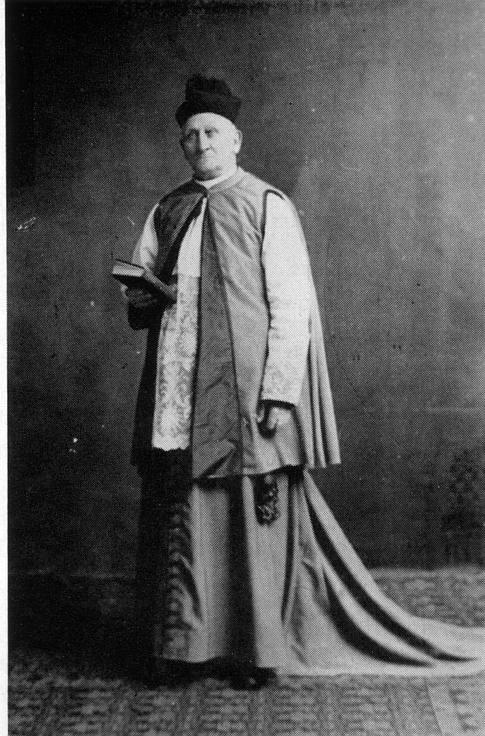
Conrad Nagel

Peter Conrad Nagel (* 15. Mai 1825 in Grevenstein; † 12. März 1911 in Wilkes-Barre, Pennsylvania) wirkte missionarisch als katholischer Priester in Pennsylvania. 
Nach Besuch der Volksschule in Grevenstein ging er von 1841 bis 1847 auf das Arnsberger Gymnasium Laurentianum. Während des Theologiestudiums in Münster gehörte er zu den Gründungsmitgliedern der katholischem Studentenverbindung KDStV Sauerlandia Münster im CV. Nach dem Studium arbeitete er drei Jahre als Hauslehrer für eine Gutsbesitzerfamilie im damals preußischen Teil Polens in der Nähe von Marienburg. 1857 wanderte er in die USA aus und trat in das Priesterseminar von Philadelphia ein. Im folgenden Jahr übernahm er als Priester eine Pfarrei in Wilkes-Barre am Susquehanna River, baute Kirchen in der Region und holte weitere Sauerländer als Pfarrer für Scranton, Honnesdale und Williamsport nach. Für seinen Geburtsort Grevenstein finanzierte er eine Wasserleitung, die Conrad-Nagel-Stiftung für Aufgaben der Kirchengemeinde und eine Studienstiftung, die vom Erzbistum Paderborn verwaltet wird. 